# رهاب اجتماعي محدد
غالباً ما يميز أخصائيو الصحة النفسية بين الرهاب الاجتماعي المعمم والرهاب الاجتماعي المحدد. يُعاني الأشخاص المصابون بالرهاب الاجتماعي المعمم من ضيق شديد في مجموعة واسعة من المواقف الاجتماعية. بينما الأشخاص المصابون برهاب اجتماعي محدد يعانون من القلق في مواقف قليلة فقط. مصطلح «رهاب اجتماعي محدد» قد يُشير أيضاً إلى أشكال محددة من القلق الاجتماعي غير السريري.
الرهاب الاجتماعي الأكثر شيوعًا هو رهاب التكلم (الخوف من التحدث أمام الجمهور) ورعب المسرح (الخوف من الأداء). تشمل الأنواع الآخرى الخوف من العلاقة الحميمة أو اللقاءات الجنسية، واستخدام دورات المياه العامة (اضطراب بولي)، وحضور التجمعات الاجتماعية، والتعامل مع شخصيات ذات سلطة.
يمكن تصنيف الرهاب الاجتماعي المحدد إلى مخاوف من الأداء ومخاوف من التفاعل، أي مخاوف من التصرف في بيئة اجتماعية والتفاعل مع أشخاص آخرين، على التوالي. سبب الرهاب الاجتماعي غير محدد.[بحاجة لمصدر]
يمكن أن تحدث أعراض الرهاب الاجتماعي في أواخر مرحلة المراهقة عندما يقدّر الشباب بشدة الانطباعات التي يعطونها لأقرانهم. تُظهر التجربة السريرية لتشخيص الرهاب الاجتماعي أنه يمكن أن يطول لسنوات عديدة ولكنه يتحسن بحلول منتصف العمر.[بحاجة لمصدر]

## إنتشاره
في الماضي عندما تم تقدير الانتشار عن طريق أخذ عينات من الحالات السريرية النفسية، كان يُعتقد أن الرهاب الاجتماعي هو اضطراب نادر. من المُسَلم به الآن أن طريقة التقدير هذه غير مناسبة، لأن الأشخاص الذين يعانون من الرهاب الاجتماعي نادراً ما يطلبون المساعدة النفسية بحكم طبيعة اضطرابهم.
المصدر الأكثر موثوقية المستخدم الآن هو استطلاعات المجتمع. تُظهر الاستطلاعات المختلفة أن متلازمة رهاب اللسان هي النوع الأكثر انتشارًا. ذكرت مقالة تستند إلى مسح وطني للأمراض المصاحبة أن ثلث الأشخاص الذين يعانون من الرهاب الاجتماعي مدى الحياة يعانون من رهاب اللسان، وأفاد مسح آخر لعينة مجتمعية من مدينة كندية أنه من الأشخاص الذين يعتقدون أنهم قلقون في موقف أو عدة مواقف اجتماعية 55 ٪ يخشون التحدث إلى جمهور كبير، 25٪ يخشون التحدث إلى مجموعة صغيرة من الأشخاص المألوفين، 23٪ يخشون التعامل مع السلطة، 14.5٪ يخشون التجمعات الاجتماعية، 14٪ يخشون التحدث إلى الغرباء، 7٪ يخشون الأكل، و5٪ يخشون الكتابة في الأماكن العامة.

## وصلات خارجية
- Social Phobia على مشروع الدليل المفتوح
- Social Anxiety Disorder على مشروع الدليل المفتوح
- جمعية اضطرابات القلق الأمريكية - مساعدة الأشخاص الذين يعانون من اضطرابات القلق، بما في ذلك الرهاب الاجتماعي واضطراب القلق الاجتماعي.